# Bathoxiphinae
Bathoxiphinae là một phân họ của ngành thân mềm sống ở biển của họ Entalinidae.
Các chi:
- Bathoxiphus Pilsbry & Sharp, 1897
- Rhomboxiphus Chistikov, 1983
- Solenoxiphus Chistikov, 1983